# Странник (телесериал)
«Странник» (англ. The Wanderer) — сериал производства Великобритании 1994 года, включающий в себя 13 серий.
В сериале рассказывается о рыцарях, братьях-близнецах Адаме и Закари, принцессе Беатрис и леди Клер, перенёсшихся из Средневековья в наши дни.
Основные персонажи сериала были созданы Томом Гэббеем, который также выступил в качестве исполнительного продюсера. Сериал был снят в различных местах Австрии, Германии, Испании и Англии (в том числе замке Хелмсли, Йоркшир-Мурсе и Фаунтинском аббатстве) компанией FingerTip Films для Yorkshire Television (Великобритания), ZDF (Германия), Antena 3 (Испания) и SkyTV (Великобритания). Саундтрек к сериалу написан Джо Кемпбеллом и Полом Хартом.
В России транслировался в 1996 году каналом РТР.

## Сюжет
Застенчивый бизнесмен-миллиардер Адам и его злой брат-близнец Закари (в обеих ролях Брайан Браун) — два бывших рыцаря из десятого века, возродившиеся в наши дни. Главная цель Закари — вернуть утраченную силу, магический камень и книгу Чар. Для этого ему нужно отыскать свою могилу, о расположении которой знает только его брат Адам, но имеет обрывочные воспоминания. Закари пытается оживить память брата своими методами, жестокостью и убийствами. Чтобы навсегда покончить со злом брата, Адам должен первым найти могилу Закари; на пути к ней, в противостоянии с братом, он совершает добрые поступки и спасает хороших людей.
Вместе с главными героями перенеслись в наше время и другие персонажи: боевая подруга Закари, красивая и коварная принцесса Беатрис (Ким Томсон), ведьма, способная менять облик; друг Адама, монах Годболд (Тони Хейгарт), в настоящем философ, борец, сантехник и отшельник из Лидса; возлюбленная Адама, леди Клер (Дебора Мур), в настоящем фотограф и репортёр. Также помогает Адаму его личный ассистент Вольфганг Матиас (Отто Таузиг), не имеющий корней в десятом веке.

## Список серий
| №  | Эпизод                                                 | Дата выхода в эфир    |
| -- | ------------------------------------------------------ | --------------------- |
| 1  | Rebirth / Перерождение                                 | 14 сентября 1994 года |
| 2  | Mind Games / Игры разума                               | 21 сентября 1994 года |
| 3  | Bridges / Мосты                                        | 28 сентября 1994 года |
| 4  | False Witness / Лжесвидетель                           | 5 октября 1994 года   |
| 5  | Castle Takes Knight / Обходной манёвр                  | 12 октября 1994 года  |
| 6  | Clare / Клер                                           | 19 октября 1994 года  |
| 7  | No Bull / Без обмана                                   | 26 октября 1994 года  |
| 8  | Everybody Must Get Stoned / Камень за пазухой          | 2 ноября 1994 года    |
| 9  | A Dragon By Any Other Name / Дракон со множеством имён | 9 ноября 1994 года    |
| 10 | See No Evil / Игра вслепую                             | 16 ноября 1994 года   |
| 11 | Waste Not, Want Not / Скупость до добра не доведёт     | 23 ноября 1994 года   |
| 12 | Home / Родной дом                                      | 30 ноября 1994 года   |
| 13 | Knight Time / Время Рыцаря                             | 7 декабря 1994 года   |

## Доступность для просмотра
Сериал не выпускался ни на каких носителях. Существуют только домашние записи трансляций с телевидения.